# Cantó de Maruèjols
El cantó de Marjevols és un cantó francès del departament del Losera, a la regió d'Occitània. Està circumscrit al districte de Mende, té 11 municipis i el cap cantonal és Maruèjols.

## Municipis
- Antrenaç
- Lo Boisson
- Gabriaç
- Grèsas
- Maruèjols
- Montrodat
- Palhièrs
- Recola de Fumaç
- Sant Bonet
- Sent Laurenç de Muret
- Sent Latgièr de Peire